# Gaston Méliès
Gaston Méliès (París, 12 de febrero de 1852-Ajaccio, Córcega; 9 de abril de 1915) fue un productor y director cinematográfico francés, cuya carrera transcurrió principalmente en Estados Unidos en la época del cine mudo. Era hermano del famoso director Georges Méliès.

## Biografía
Nacido en París, Francia, Gaston y el tercero y mayor de los hermanos Méliès, Henri, dirigían una fábrica de zapatos de la familia en París. El Ministerio Francés de la Guerra tenía un contrato con ellos que les facilitaba unos destacados ingresos. Desafortunadamente, el precio del cuero subió de manera abrupta, y fueron incapaces de cubrir su coste. La fábrica cerró y los Méliès perdieron su negocio.
Georges Méliès había producido películas en Francia, que llegaron a ser populares por todo el mundo. Sin embargo, algunos distribuidores empezaron a piratear el trabajo de Méliès, especialmente en los Estados Unidos. Por esa razón, Georges Méliès pidió a su hermano Gaston viajar a Estados Unidos y custodiar el derecho de autor de Georges.
Gaston Méliès llegó a Nueva York en 1902, formando la rama americana de la Star Film Company, y empezó a distribuir los filmes de su hermano. En 1903, Gaston empezó él mismo a rodar películas, la mayoría documentales, aunque esas producciones no tuvieron éxito. 
En el verano de 1907, Gaston Méliès volvió a Francia para trabajar en negocios junto a Georges. El 11 de septiembre de 1907 se casó con Hortense-Louise de Mirmont, hermana mayor de la esposa de Lucien Reulos, que era uno de los primeros colaboradores de Georges Méliès. La pareja dejó París pocos días después de casarse, y viajaron desde Le Havre a Nueva York en el buque La Savoie, llegando a Estados Unidos el 28 de septiembre de 1907.
Con la necesidad de pasar unos invierons más cálidos para poder rodar durante todo el año, Méliès trasladó la sede de la Star Film Company a San Antonio (Texas), y arrendó veinte acres de tierras, incluyendo una casa de dos plantas y un gran granero, que se convirtieron en el estudio cinematográfico "Star Film Ranch". Actuó en dos de sus filmes, encarnando a un sacerdote en The Immortal Alamo (1911) y The Kiss of Mary Jane (1911). En abril de 1911, Gaston llevó la compañía a Santa Paula (California), siguiendo la tendencia de otros estudios de trabajar en California.
En 1912 y 1913, Méliès viajó con su familia y un equipo de cineastas de más de 20 personas al Pacífico Sur, Nueva Zelanda, Australia, Tahití, Sudeste Asiático y Japón, buscando temas exóticos para sus películas. En el verano de 1912 y durante parte de 1913, Méliès mandó material rodado a su hijo en Nueva York, pero a menudo estaba en mal estado o no era utilizable. Finalmente, Méliès no pudo cumplir con los compromisos firmados por Star Film con la compañía de Thomas Edison, perdió 50.000 dólares y hubo de parar la producción. De nuevo en California, vendió la rama americana de Star Films a Vitagraph Studios, y volvió a Europa. Él y su hermano Georges (que culpaba a Gaston de sus propias dificultades financieras) no volvieron a hablarse nunca más.
Méliès y su esposa se mudaron a Córcega en el invierno de 1913. Él falleció en Ajaccio el  9 de abril de 1915 a causa de una intoxicación alimentaria por marisco. Fue enterrado en el Cementerio Saint-Vincent de Montmartre, París, en una tumba que pertenecía a la familia de su segunda esposa, De Mirmont.

## Filmografía
A menos que se afirme lo contrario, la siguiente información se adapta de la investigación de Paul Hammond. Todos los filmes fueron estrenados por Star Film Company.

### 1903–1909
En la siguiente tabla, "SFC" se refiere a los números utilizados en las listas de películas del catálogo de Star Film Company; la investigación de Hammond identifica los números del catálogo de los tres primeros títulos de Gaston Méliès. La longitud de las películas se expresa en metros y pies.
| SFC       | Fecha de estreno  | Título | Longitud        | Notas                                                   |
| --------- | ----------------- | --- | --------------- | ------------------------------------------------------- |
| 482A      | Agosto de 1903    | The Yacht Race (Reliance–Shamrock III)                                                                           | 43 m/140 pies   | Título francés: Une Course de yachts                    |
| 668A      | Febrero de 1905   | Inauguration Subjects: President-Elect Roosevelt, Vice-President-Elect Fairbanks and Escort Going to the Capitol | 45 m/146 pies   | Considerado como notable por el American Film Institute |
| 1114–1115 | Mayo de 1908      | The Catholic Centennial Celebration                                                                              | 292 m/950 pies  |                                                         |
| —         | Junio de 1908     | Pageant, Dedication, Festival                                                                                    | Desconocida     | Título en Reino Unido: Boston Normal School Pageant     |
| —         | Octubre de 1909   | The Stolen Wireless                                                                                              | 289 m/915 pies  |                                                         |
| —         | Noviembre de 1909 | The Red Star Inn                                                                                                 | 307 m/1000 pies |                                                         |
| —         | Diciembre de 1909 | The Fatal Ball                                                                                                   | 307 m/1000 pies |                                                         |

### 1910–1912
Las siguientes cintas, todas ellas cortometrajes, fueron rodadas entre el 7 de abril de 1910 y el 25 de julio de 1912 en Texas y California.
- Cyclone Pete in Matrimony
- Making Sherry Wine at Xeres
- Branding the Thief
- The Seal of the Church
- The First Born
- The Lover's Oracle
- Trawlers Fishing in a Hurricane
- The Story of Old Mexico
- Volcanic Eruptions
- The Rival Miners
- The Debt Repaid
- Indian Drama
- Speed Versus Death
- A Thrilling Race Against Time
- A Race for a Bride
- A Rough Night on the Bridge
- The Palefaced Princess'
- The Padre's Secret
- Love's C. Q. D.
- A Texas Joke
- White Doe's Lovers
- The Stranded Actor
- The Ruling Passion
- The Little Preacher
- The Golden Secret
- A Postal Substitute
- The Woman in the Case
- Mrs. Bargainday's Baby
- The Return to To-Wa-Wa
- The Winning Way
- The Romance of Circle Ranch
- Won in the Fifth
- In the Mission Shadows
- The Salt on the Bird's Tail
- A Plucky American Girl
- Bill's Sister
- Baseball That's All
- Out of Mischief
- Uncle Jim
- Under the Stars and Bars
- Birthday Cigars
- Generous Customers
- A Mountain Wife
- His Sergeant's Stripes
- The Cowboy and the Bachelor Girl
- Pals
- What Great Bear Learned
- Old Norris' Gal
- A Western Welcome
- In the Tall Grass Country
- The Crimson Scars
- The Owner of the "LL" Ranch
- Changing Cooks
- How Mary Met the Cowpunchers
- Only a Sister
- Tony the Greaser
- Billy and his Pal
- My Prairie Flower
- In the Hot Lands
- The Snake in the Grass
- The Schoolmarm of Coyote Country
- Sir Percy and the Punchers
- The Warrant for Red Rube
- Her Faithful Heart
- Jack Wilson's Last Deal
- An Unwilling Cowboy
- The Reformation of Jack Robins
- Mary's Stratagem
- The Spring Round-Up
- The Redemption of Rawhide
- The Immortal Alamo
- In Time for Press
- Her Spoiled Boy
- When the Tables Turned
- The Kiss of Mary Jane
- The Honor of the Flag
- Right of Way
- The Great Heart of the West
- The Strike at the Gringo
- Bessie's Ride
- At the Gringo Mine
- Red Cloud's Secret
- His Terrible Lesson
- The Local Bully
- Two Foolies and their Follies
- A Spanish Love Song
- The Call of the Wilderness
- A Shattered Dream
- $200.00
- The Mission Waif
- The Hobo Cowboy
- The Stolen Grey
- Tommy's Rocking Horse
- The Cross of Pearls
- The Gypsy Bride
- Right or Wrong
- Mexican As It Is Spoken
- The Spur of Necessity
- The Miser Miner
- An Oil County Romance
- The Reason Why
- A Western Girl
- The Better Man
- The Mission Father
- The Ranch Man's Debt of Honor
- A Woman's Gratitude
- Roped In
- Alice's Choice
- The Outlaw and the Baby
- The Mortgage
- Cowboy Vs Tenderfoot
- Dodging the Sheriff
- Smiling Bob
- Melita's Ruse
- The Swastika
- All Is Fair
- The Rustler's Daughter
- Oil
- The Sheriff's Daughter
- Troubles of the XL Outfit
- The Remittance Man
- A Man Worth While
- Wanted—A Wife
- The Ghost of Sulphur Mountain
- True Till Death
- A Cowboy's Proposal
- Finding the "Last Chance" Mine
- Widowers Three
- Making Good
- Ghosts at Circle X Camp
- Two Loves
- A Woman's Way
- The Cowboy Kid
- The Man Inside
- A String of Beads

### 1912–1913
Las siguientes cintas son las realizadas entre julio de 1912 y mayo de 1913 por Méliès en sus viajes por el Pacífico.
- The Misfortunes of Mr. and Mrs. Mott on Their Trip to Tahiti
- A Tale of Old Tahiti
- Unmasked by a Kanaka
- A Ballad of the South Seas
- The Upa Upa Dance
- The River Wanganui
- A Tahitian Fish Drive
- Hinemoa[6]
- How Chief Te Ponga Won His Bride
- Loved by a Maori Chieftess[6]
- Captured by Boomerang Throwers
- The Golden Gullen
- The Black Trackers
- The Foster Brothers
- Gold and the Gilded Way
- The Stolen Claim
- The Lure of the Sacred Pearl
- It Happened in Java
- Javanese Dancers
- Snapshots of Java
- Views of Samarang
- Native Industries of Java
- The Robber of Angkor
- A Cambodian Idyll
- Lost in Cambodia
- The Poisoned Darts
- His Chinese Friend
- A Chinese Funeral
- The Yellow Slave
- The Rice Industry in Japan
- Temples of Japan
- A Japanese Wedding
- Japanese Judo Commonly Known as Jiu Jitsu